# ももクロ秋の2大祭り「男祭り2012-Dynamism-」「女祭り2012-Girl's Imagination-」
『ももクロ秋の2大祭り「男祭り2012-Dynamism-」「女祭り2012-Girl's Imagination-」』（ももクロあきのにだいまつり「おとこまつり にせんじゅうに -ダイナミズム-」「おんなまつり にせんじゅうに -ガールズ イマジネーション-」）は、2012年11月5日と10月5日にそれぞれ日本武道館で開催されたライブ。Blu-ray & DVDとして発売されている。
両タイトル（男祭りと女祭り）がオリコン週間Blu-rayランキングの総合2位と3位になり、「2作同時TOP3入り」を前年に続けて達成した。なお、複数回の達成は歌手では初のことであった。第6回DEGジャパンアワード・ブルーレイ大賞のユーザー大賞も受賞。

## 男祭り2012-Dynamism-
男性客限定ライブ。日本武道館という場所柄、格闘技を強く意識した演出がなされた。アリーナ部分には客席はなくオクタゴン・ステージが設けられ、極真会館の師範によるパフォーマンスや和太鼓による伴奏も行われた。角田信朗がゲストとして登場し持ち歌の『よっしゃあ漢唄』を披露。メンバーも武闘家になりきったマイクパフォーマンスを行い、「ももクロの感電野郎、高城れに！」「なにかとセクシーでやんちゃなももクロの一番星、佐々木彩夏だ！」「破壊なくして創造なし！ももクロの若大将、玉井詩織だ！」「根性根性ド根性の小さな巨人、有安杏果だ！」「八重歯は正義の吸血鬼、百田夏菜子だ！ 気合入ってっかー！」などと客を煽った。邪道・矢野通・飯塚高史ら新日本プロレスのヒールユニット「CHAOS」と対決を行うコーナーもあった。

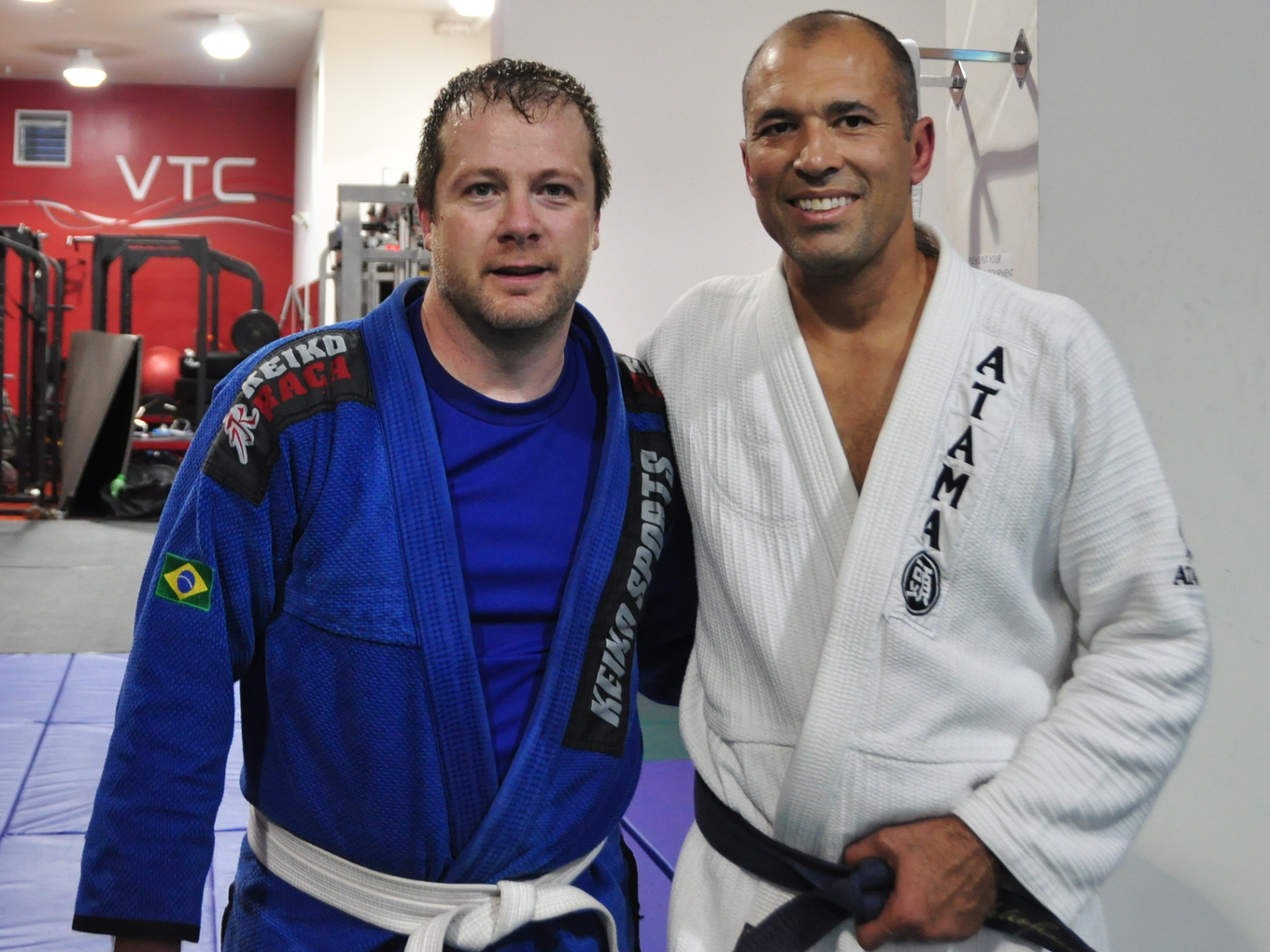
ホイス・グレイシー（右）の柔道着に書かれているブランド名"ATAMA"のパロディーとして、メンバーは"ONAKA"と書かれたものを着てパフォーマンスした。

DVD & Blu-ray作品は、マンガ「北斗の拳」「花の慶次」などで知られる原哲夫が、初回限定盤ボックスのジャケットデザインを担当した。

### セットリスト
1. 全力少女
2. 最強パレパレード
3. ピンキージョーンズ
4. 気分はSuper Girl!
5. Believe
6. ももいろパンチ
7. 未来へススメ!
8. PUSH
9. BIONIC CHERRY
10. 白い風
11. 労働讃歌
12. 猛烈宇宙交響曲・第七楽章「無限の愛」
13. ワニとシャンプー
14. 走れ!
15. サラバ、愛しき悲しみたちよ
初披露。ライブ映像 - GYAO!
16. 行くぜっ!怪盗少女
17. スターダストセレナーデ
18. Chai Maxx
19. コノウタ
20. ココ☆ナツ（アンコール）
21. ツヨクツヨク（アンコール）
22. あの空へ向かって（アンコール）

特典映像（DVD & Blu-ray）
男だらけのお祭りドキュメント2012

## 女祭り2012-Girl's Imagination-
女性客限定ライブ。日本武道館での公演はグループがデビュー時から目標としており、それが女性限定という形で実現した（上述の男祭りより先に開催）。すべての楽曲を担当する振付師の石川ゆみが、初めて総合演出に挑んだ。“Girl's Imagination”と題し、女の子の妄想が溢れるステージが繰り広げられ、ギター・ベース・ドラムからなる女性バンドも登場した。バンドをバックに歌うのはグループとして初めてのことであった。ミニスカートにニーハイソックス、大きなウサギの耳といったバニーガール風の衣装でスタートし、ロック風やメイド風の格好など、歌のみならず華やかな衣装で女性ファンを楽しませた。
前年の女祭りでは体調不良のため苦しいパフォーマンスとなった有安杏果は、最初のトークコーナーで「杏果は元気だよ!」と挨拶。リベンジの舞台となった。後日談として「あの日は長い挨拶はしないで、ポンポンポンって進めていくっていうステージ構成だったんですけど、とにかく、あのひとことだけは伝えたかった。今日、私は元気にステージに立っているんだぞって、どうしてもお客さんに伝えたかったんです」と振り返っている。

### セットリスト
1. ミライボウル
2. ピンキージョーンズ
3. ココ☆ナツ
4. キミとセカイ
5. D'の純情
6. オレンジノート
7. あーりんは反抗期! / 佐々木彩夏
8. シングルベッドはせまいのです / ももたまい（百田夏菜子・玉井詩織）
9. 事務所にもっと推され隊 / 事務所に推され隊（有安杏果・高城れに）
10. BIONIC CHERRY
11. CONTRADICTION
12. words of the mind -brandnew journey-
13. 天手力男
14. ベター is the Best
15. ワニとシャンプー
16. Chai Maxx
17. DNA狂詩曲
18. Z女戦争
ライブ映像 - GYAO!
19. 労働讃歌
20. ニッポン笑顔百景
21. 猛烈宇宙交響曲・第七楽章「無限の愛」（アンコール）
22. Z伝説 〜終わりなき革命〜（アンコール）
23. 走れ!（アンコール）

特典映像（DVD & Blu-ray）
女だらけのお祭りドキュメント2012